# József Attila-díjasok listája
A lista a József Attila-díjjal kitüntetettek teljes névsorát tartalmazza.

## A díjazottak névsora
| A kitüntetés éve | A díjazott neve             | A díjazott foglalkozása | Fokozat, megjegyzés          |
| ---------------- | --------------------------- | --- | ---------------------------- |
| 2023             | Babus Antal                 | író, irodalomtörténész, a Magyar Tudományos Akadémia Könyvtár és Információs Központ, Kézirattár és Régi Könyvek Gyűjteményének osztályvezetője |                              |
| 2023             | Bene Zoltán                 | író, az Irodalmi Jelen próza rovatvezetője és a Szeged várostörténeti és kulturális folyóirat főszerkesztője                                    |                              |
| 2023             | Kántás Balázs               | irodalomtörténész, a Magyar Nemzeti Levéltár történész-főlevéltárosa                                                                            |                              |
| 2023             | Király Farkas               | költő, író, műfordító, az Országút Lapkiadó Nonprofit Kft. főszerkesztő- helyettese                                                             |                              |
| 2023             | Lőrincz P. Gabriella        | költő, író, irodalomtörténész, az Előretolt Helyőrség Íróakadémia oktatója                                                                      |                              |
| 2023             | Sturm László                | irodalomtörténész, kritikus, az Eötvös Loránd Tudományegyetem egyetemi docense                                                                  |                              |
| 2023             | Weiner Sennyey Tibor        | költő, író |                              |
| 2023             | Szilágyi-Nagy Ildikó        | író, az Előretolt Helyőrség Íróakadémia oktatója                                                                                                |                              |
| 2022             | Gáspár Ferenc               | író, újságíró, szerkesztő, a Coldwell Könyvek Bt. ügyvezetője                                                                                   |                              |
| 2022             | Halmai Tamás                | költő, esszéista, szabadfoglalkozású irodalmár                                                                                                  |                              |
| 2022             | Hodossy Gyula               | költő, író, szerkesztő, a Lilium Aurum Könyv- és Lapkiadó Dunaszerdahely igazgatója                                                             |                              |
| 2022             | Horváth László Imre         | költő, író, szerkesztő, a Kanizsay Dorottya Egészségügyi szakközépiskola és Gimnázium tanára                                                    |                              |
| 2022             | Ködöböcz Gábor              | irodalomtörténész, az Eszterházy Károly Katolikus Egyetem Irodalomtudományi tanszék docense                                                     |                              |
| 2022             | Lakatos Mihály              | író, az Emberi Erőforrások Minisztériuma osztályvezetője                                                                                        |                              |
| 2022             | Poós Zoltán                 | költő, szerkesztő, a Petőfi Irodalmi Ügynökség Ifjúsági és Gyermekirodalmi Centrum újságírója                                                   |                              |
| 2022             | Tomaji Attila               | költő, irodalomtörténész |                              |
| 2021             | Arday Géza                  | irodalomtörténész, író |                              |
| 2021             | Bata János                  | költő, műfordító, folyóiratszerkesztő, a Magyar Művészeti Akadémia köztestületi tagja                                                           |                              |
| 2021             | Medvigy Endre               | irodalomkutató, szerkesztő |                              |
| 2021             | Madár János                 | költő, kritikus, könyvkiadó |                              |
| 2021             | Varga Melinda               | költő, szerkesztő |                              |
| 2021             | Muszka Sándor               | költő, író |                              |
| 2021             | Farkas Wellmann Éva         | költő, szerkesztő |                              |
| 2021             | Magyary Ágnes               | prózaíró |                              |
| 2020             | Ugron Zsolna                | író |                              |
| 2020             | Thimár Attila               | irodalomtörténész, egyetemi oktató, szerkesztő                                                                                                  |                              |
| 2020             | Tárnok Zoltán               | író, szerkesztő |                              |
| 2020             | Papp Endre                  | irodalomtörténész |                              |
| 2020             | Mandics György              | író, a Magyar Művészeti Akadémia nem akadémikus tagja                                                                                           |                              |
| 2020             | Jávor Béla                  | író, publicista |                              |
| 2020             | Gróh Gáspár                 | irodalomtörténész, kritikus, a Magyar Művészeti Akadémia nem akadémikus tagja                                                                   |                              |
| 2020             | Babics Imre                 | költő, versszerkesztő |                              |
| 2019             | Bence Lajos                 | költő, publicista, az MNTI Lendva, Népújság szerkesztője                                                                                        |                              |
| 2019             | Bengi László                | irodalomtörténész, az Eötvös Loránd Tudományegyetem Bölcsészettudományi Kar egyetemi docense                                                    |                              |
| 2019             | Bíró József                 | író, költő |                              |
| 2019             | Boka László                 | irodalomtörténész, az Országos Széchényi Könyvtár tudományos igazgatója, kiadóvezetője                                                          |                              |
| 2019             | Devecsery László            | író, költő, rendező, tanár |                              |
| 2019             | Erős Kinga                  | irodalomtörténész, kritikus, Magyar Írószövetség elnökségi tagja és titkára                                                                     |                              |
| 2019             | Finta Éva                   | költő, drámaíró, irodalomtörténész, az egri Eszterházy Károly Egyetem nyugalmazott tanársegédje                                                 |                              |
| 2019             | Füzesi Magda                | költő, az MMA rendes tagja |                              |
| 2019             | Hász Róbert                 | a Tiszatáj folyóirat főszerkesztője |                              |
| 2019             | Kelemen Erzsébet            | író, költő, a debreceni Szent József Általános Iskola, Gimnázium, Szakgimnázium és Kollégium minősített kutatótanár                             |                              |
| 2019             | Király Zoltán               | költő, a Sétatér Kulturális Egyesület elnöke |                              |
| 2019             | Lisztóczky László           | irodalomtörténész, kritikus, szerkesztő, az Eszterházy Károly Tanárképző Főiskola nyugalmazott docense                                          |                              |
| 2019             | Sántha Attila Barna         | író |                              |
| 2019             | Sopotnik Zoltán             | író, költő |                              |
| 2019             | Sutarski Konrad             | lengyel költő, műfordító |                              |
| 2019             | Takaró Mihály               | író, költő, irodalomtörténész |                              |
| 2018             | Ekler Andrea                | irodalomtörténész, kritikus, a Silver Store Kft. menedzsere                                                                                     |                              |
| 2018             | Faludi Ádám                 | költő, prózaíró, képzőművész |                              |
| 2018             | Gittai István               | költő, író, újságíró |                              |
| 2018             | Karácsonyi Zsolt            | költő, műfordító, a kolozsvári Helikon irodalmi folyóirat főszerkesztője                                                                        |                              |
| 2018             | Kelemen Lajos               | költő, író, esszéista, szerkesztő, kritikus |                              |
| 2018             | Lezsák Sándor               | költő, drámaíró, kultúraszervező, a Magyar Országgyűlés alelnöke                                                                                |                              |
| 2018             | Mohai V. Lajos              | író, esszéista, kritikus |                              |
| 2018             | Tóth-Máthé Miklós           | író, drámaíró |                              |
| 2017             | Dr. Cs. Varga István        | irodalomtörténész, kritikus, szerkesztő, az Eötvös Loránd Tudományegyetem Bölcsésztudományi Kar nyugalmazott egyetemi tanára                    |                              |
| 2017             | Csender Levente             | író |                              |
| 2017             | Dr. Filip Tamás             | a Kortárs című folyóirat volt szerkesztője, költő, irodalomtörténész                                                                            |                              |
| 2017             | Jámborné Balog Tünde        | prózaíró |                              |
| 2017             | Kollár Árpád                | a Fiatal Írók Szövetségének elnöke, költő, műfordító, irodalomszervező                                                                          |                              |
| 2017             | Lovas Ildikó                | író, műfordító, kritikus, szerkesztő |                              |
| 2017             | Molnár Vilmos               | író, szerkesztő |                              |
| 2017             | Dr. Sipos Lajos             | irodalomtörténész, szerkesztő |                              |
| 2016             | Ablonczy László Ferenc      | esszéíró, kritikus, színház- és kultúrtörténész                                                                                                 |                              |
| 2016             | Bényei Tamás                | kritikus, irodalomtörténész, esszéista, műfordító, a Debreceni Egyetem egyetemi tanára                                                          |                              |
| 2016             | Falusi Márton               | költő, esszéista, a Magyar Művészeti Akadémia Művészetelméleti és Módszertani Kutatóintézet tudományos munkatársa                               |                              |
| 2016             | Farkas Wellmann Endre       | költő, szerkesztő |                              |
| 2016             | Nagy Koppány Zsolt          | író, műfordító, szerkesztő |                              |
| 2016             | Tari István                 | költő, író, képzőművész |                              |
| 2016             | Lanczkor Gábor              | költő, regényíró |                              |
| 2015             | Bakonyi István              | irodalomtörténész |                              |
| 2015             | Cs. Nagy Ibolya             | irodalomtörténész |                              |
| 2015             | Csontos János               | író, költő |                              |
| 2015             | Fenyvesi Ottó               | költő, író |                              |
| 2015             | Gálfalvi György             | író |                              |
| 2015             | Szondi György               | költő |                              |
| 2015             | Zsille Gábor                | költő |                              |
| 2014             | Jánosi Zoltán               | irodalomtörténész |                              |
| 2014             | Kontra Ferenc               | író |                              |
| 2014             | Győrffy Ákos                | költő |                              |
| 2014             | Pálfalvi Lajos              | műfordító, író |                              |
| 2014             | Pollágh Péter               | költő |                              |
| 2014             | Rózsássy Barbara            | költő |                              |
| 2014             | Szvoren Edina               | író, zenetanár |                              |
| 2013             | Albert Zsuzsa               | költő |                              |
| 2013             | Petrőczi Éva                | költő |                              |
| 2013             | Fekete J. József            | irodalomtörténész |                              |
| 2013             | Gy. Horváth László          | műfordító |                              |
| 2013             | Kun Árpád                   | költő, író |                              |
| 2013             | Nagy Gábor                  | költő, kritikus |                              |
| 2013             | N. Pál József               | irodalomtörténész |                              |
| 2012             | Báger Gusztáv               | költő |                              |
| 2012             | Bálint Péter                | író |                              |
| 2012             | Böszörményi Zoltán          | író, költő |                              |
| 2012             | Iancu Laura                 | költő |                              |
| 2012             | Kabdebó Lóránt              | irodalomtörténész |                              |
| 2012             | Kenéz Ferenc                | költő |                              |
| 2012             | Kiss Judit Ágnes            | költő |                              |
| 2012             | Krusovszky Dénes            | költő |                              |
| 2012             | Németh Zoltán               | irodalomtörténész, kritikus, költő |                              |
| 2012             | Payer Imre                  | költő, irodalomtörténész |                              |
| 2012             | Széky János                 | műfordító |                              |
| 2012             | Szilasi László              | irodalomtörténész, esszéista |                              |
| 2012             | Végh Attila                 | költő, esszéíró |                              |
| 2011             | Balázs Imre József          | költő, szerkesztő |                              |
| 2011             | Bednanics Gábor             | irodalomtörténész |                              |
| 2011             | Berg Judit                  | gyermekíró |                              |
| 2011             | Beszédes István             | költő, író |                              |
| 2011             | Domonkos István             | költő, író |                              |
| 2011             | Elek Tibor                  | irodalomtörténész |                              |
| 2011             | Géczi János                 | író, költő |                              |
| 2011             | György Attila               | író |                              |
| 2011             | G. István László            | költő, műfordító |                              |
| 2011             | Körner Gábor                | műfordító |                              |
| 2011             | Lábass Endre                | író, festőművész |                              |
| 2011             | Sári László                 | író, dramaturg, szerkesztő |                              |
| 2011             | Szécsi Noémi                | író |                              |
| 2010             | Balázs Attila               | prózaíró, a Magyar Rádió Művészeti Főszerkesztőség szerkesztője                                                                                 |                              |
| 2010             | Benedek Szabolcs            | prózaíró, műfordító |                              |
| 2010             | Bogdán László               | prózaíró, költő, szerkesztő |                              |
| 2010             | Cserna-Szabó András         | prózaíró |                              |
| 2010             | Dobozi Eszter               | költő, prózaíró, szociográfus |                              |
| 2010             | Erdős Virág                 | prózaíró |                              |
| 2010             | Fekete Vince                | író, költő, műfordító, irodalomszervező |                              |
| 2010             | Kiss Csaba                  | drámaíró, rendező |                              |
| 2010             | László Noémi                | költő, műfordító |                              |
| 2010             | Marék Veronika              | gyermekíró, grafikus |                              |
| 2010             | M. Nagy Miklós              | műfordító, az Európa Könyvkiadó főszerkesztője                                                                                                  |                              |
| 2010             | Szálinger Balázs            | költő |                              |
| 2010             | Tatár Sándor                | költő, műfordító, a Magyar Tudományos Akadémia Könyvtára főkönyvtárosa                                                                          |                              |
| 2009             | Bán Zoltán András           | kritikus, szerkesztő, prózaíró |                              |
| 2009             | Csehy Zoltán                | költő, műfordító |                              |
| 2009             | Egressy Zoltán              | drámaíró |                              |
| 2009             | Kada Júlia                  | műfordító |                              |
| 2009             | Kiss Ottó                   | gyermek- és prózaíró |                              |
| 2009             | Kulin Ferenc                | irodalomtörténész |                              |
| 2009             | Lövétei Lázár László        | költő |                              |
| 2009             | Radics Viktória             | műfordító, író, kritikus |                              |
| 2009             | Solymosi Bálint             | író |                              |
| 2009             | Tábor Ádám                  | költő, esszéíró |                              |
| 2009             | Vass Tibor                  | költő |                              |
| 2009             | Visky András                | költő, dráma- és esszéíró |                              |
| 2009             | Zsávolya Zoltán             | költő, író |                              |
| 2008             | Alexa Károly                | irodalomtörténész, kritikus, szerkesztő |                              |
| 2008             | Bán Zsófia                  | író |                              |
| 2008             | Fázsy Anikó                 | műfordító, szerkesztő |                              |
| 2008             | Fecske Csaba                | költő, gyerekíró |                              |
| 2008             | Géher István                | az Eötvös Loránd Tudományegyetem egyetemi tanára, műfordító, irodalomtörténész                                                                  |                              |
| 2008             | Halasi Zoltán               | költő, műfordító |                              |
| 2008             | Imreh András                | költő, műfordító |                              |
| 2008             | Kiss Gy. Csaba              | irodalomtörténész |                              |
| 2008             | Koncsol László              | felvidéki költő, író |                              |
| 2008             | Majtényi Zoltán             | író, műfordító |                              |
| 2008             | Németh Ákos                 | drámaíró |                              |
| 2008             | Podmaniczky Szilárd         | író |                              |
| 2008             | Viola József                | költő, műfordító |                              |
| 2007             | Báthori Csaba               | író, műfordító |                              |
| 2007             | Berkovits György            | író |                              |
| 2007             | Bodor Béla                  | író |                              |
| 2007             | Böszörményi Gyula           | író, drámaíró, publicista |                              |
| 2007             | Dérczy Péter                | kritikus, szerkesztő |                              |
| 2007             | Dragomán György             | Márai Sándor-díjas író |                              |
| 2007             | Kúnos László                | műfordító, a Corvina Könyvkiadó igazgatója |                              |
| 2007             | L. Simon László             | író, szerkesztő |                              |
| 2007             | Mesterházi Mónika           | költő, műfordító és irodalomszervező |                              |
| 2007             | Szenyán Erzsébet            | műfordító |                              |
| 2007             | Szentmártoni János          | költő |                              |
| 2007             | Szkárosi Endre              | költő, az Eötvös Loránd Tudományegyetem egyetemi docense                                                                                        |                              |
| 2007             | Tasnádi István              | drámaíró |                              |
| 2006             | Barna Imre                  | műfordító, az Európa Könyvkiadó főszerkesztője                                                                                                  |                              |
| 2006             | Bojtár Endre                | irodalomtörténész, baltista, műfordító, kritikus, a 2000 szerkesztője                                                                           |                              |
| 2006             | Boldizsár Ildikó            | író, mesekutató, a Magvető Kiadó főszerkesztője                                                                                                 |                              |
| 2006             | Csokits János               | költő, műfordító |                              |
| 2006             | Csordás Gábor               | költő, műfordító, szerkesztő, a Jelenkor Kiadó igazgatója                                                                                       |                              |
| 2006             | Forgách András              | író, műfordító, drámaíró |                              |
| 2006             | Grecsó Krisztián            | költő, prózaíró, a Békéscsabai Megyei Könyvtár munkatársa                                                                                       |                              |
| 2006             | Kárpáti Péter               | drámaíró |                              |
| 2006             | Keresztury Tibor            | író, szerkesztő, kritikus |                              |
| 2006             | Kőrösi Zoltán               | író |                              |
| 2006             | Kulcsár-Szabó Zoltán        | irodalomtudós |                              |
| 2006             | Schein Gábor                | költő, kritikus, irodalomtörténész, műfordító                                                                                                   |                              |
| 2006             | Turczi István               | költő, műfordító |                              |
| 2005             | Ambrus Lajos                | író |                              |
| 2005             | Bartis Attila               | író |                              |
| 2005             | Deréky Pál                  | Bécsben élő irodalomtörténész |                              |
| 2005             | Györe Balázs                | író, költő |                              |
| 2005             | Karátson Gábor              | író, műfordító, esszéista |                              |
| 2005             | Láng Zsolt                  | a marosvásárhelyi Látó szerkesztője |                              |
| 2005             | Lászlóffy Csaba             | kolozsvári író |                              |
| 2005             | Nagy Zoltán Mihály          | kárpátaljai író, költő |                              |
| 2005             | Pécsi Györgyi               | kritikus |                              |
| 2005             | Prágai Tamás                | író, szerkesztő |                              |
| 2005             | Rácz Péter                  | műfordító, a Magyar Fordítóház Alapítvány vezetője                                                                                              |                              |
| 2005             | Rostás-Farkas György        | író, műfordító |                              |
| 2005             | Varró Dániel                | író, költő |                              |
| 2004             | Bertha Zoltán               | irodalomtörténész, kritikus |                              |
| 2004             | Bognár Róbert               | író, műfordító |                              |
| 2004             | Duba Gyula                  | határon túli próza- és szatirikus író |                              |
| 2004             | Elmer István                | az Új Ember szerkesztője |                              |
| 2004             | Füzi László                 | a Forrás főszerkesztője |                              |
| 2004             | Gyárfás Endre               | író |                              |
| 2004             | Majoros Sándor              | író |                              |
| 2004             | Margócsy István             | irodalomtörténész |                              |
| 2004             | Németh Gábor                | író, a Magyar Rádió irodalmi osztálya szerkesztője                                                                                              |                              |
| 2004             | Olasz Sándor                | a Tiszatáj főszerkesztője |                              |
| 2004             | Pályi András                | író, műfordító |                              |
| 2004             | Sárközi Mátyás              | író |                              |
| 2004             | Szirák Péter                | az Alföld szerkesztője |                              |
| 2003             | Cselényi László             | Pozsonyban élő költő |                              |
| 2003             | Györffy Miklós              | író, műfordító |                              |
| 2003             | Jász Attila                 | az Új Forrás főszerkesztő-helyettese |                              |
| 2003             | Kálnay Adél                 | író |                              |
| 2003             | Kerék Imre                  | költő |                              |
| 2003             | Láng Gusztáv                | irodalomkritikus |                              |
| 2003             | Papp Tibor                  | költő |                              |
| 2003             | Péterfy Gergely             | író |                              |
| 2003             | Sobor Antal                 | író |                              |
| 2003             | Száraz Miklós György        | író |                              |
| 2003             | Vári Fábián László          | Kárpátalján élő író |                              |
| 2003             | Villányi László             | költő |                              |
| 2003             | Vörös István                | író, költő, műfordító |                              |
| 2002             | Borbély Szilárd             | költő, színműíró, a Debreceni Egyetem tanára |                              |
| 2002             | Háy János                   | költő, író |                              |
| 2002             | Hizsnyai Zoltán             | költő, esszéíró, a Pozsonyban megjelenő Kalligram főszerkesztője                                                                                |                              |
| 2002             | Imre Flóra                  | költő, műfordító |                              |
| 2002             | Jávorszky Béla              | költő, műfordító |                              |
| 2002             | Kemsei István               | költő |                              |
| 2002             | Kodolányi Gyula             | költő, műfordító, az Eötvös Loránd Tudományegyetem egyetemi docense                                                                             |                              |
| 2002             | Mohás Lívia                 | író |                              |
| 2002             | Orbán János Dénes           | költő, a kolozsvári Helikon szerkesztője |                              |
| 2002             | Reményi József Tamás        | irodalomtörténész, kritikus |                              |
| 2002             | Sebők Éva                   | költő, műfordító és gyermekíró |                              |
| 2002             | Szabó T. Anna               | költő, műfordító |                              |
| 2002             | Tóth Éva                    | költő, műfordító, a Magyar PEN Club alelnöke |                              |
| 2001             | Bányai János                | irodalomtörténész, kritikus |                              |
| 2001             | Benyhe János                | irodalomtörténész, műfordító |                              |
| 2001             | Ferenczes István            | író, költő, lapszerkesztő |                              |
| 2001             | Fodor Sándor                | író, műfordító |                              |
| 2001             | Garaczi László              | író, költő, műfordító |                              |
| 2001             | Kabdebó Tamás               | író, költő, műfordító |                              |
| 2001             | Kemenes Géfin László        | költő, műfordító, kritikus |                              |
| 2001             | Ladik Katalin               | költő, előadóművész |                              |
| 2001             | Mándy Stefánia              | költő, műfordító, művészettörténész |                              |
| 2001             | Monostori Imre              | író, irodalomtörténész, könyvtáros, lapszerkesztő                                                                                               |                              |
| 2001             | Szijj Ferenc                | költő, műfordító, szerkesztő |                              |
| 2001             | Szöllősi Zoltán             | költő, műfordító |                              |
| 2001             | Térey János                 | költő, műfordító |                              |
| 2000             | Balla D. Károly             | író, költő |                              |
| 2000             | Békés Pál                   | író, műfordító |                              |
| 2000             | Czigány Lóránt              | irodalomtörténész |                              |
| 2000             | Ferencz Győző               | író, műfordító |                              |
| 2000             | Kertész Erzsébet            | író |                              |
| 2000             | Lackfi János                | költő, író, műfordító |                              |
| 2000             | Nagy Pál                    | író, költő, műfordító, tipográfus |                              |
| 2000             | Pósa Zoltán                 | író, újságíró, irodalomtörténész |                              |
| 2000             | Szalay Károly               | író, irodalomtörténész |                              |
| 2000             | Tóth Krisztina              | költő, műfordító |                              |
| 1999             | András Sándor               | költő, irodalomtörténész |                              |
| 1999             | Beke György                 | író, újságíró, műfordító |                              |
| 1999             | Csűrös Miklós               | irodalomtörténész |                              |
| 1999             | Dippold Pál                 | író, újságíró |                              |
| 1999             | Galgóczy Árpád              | költő, műfordító |                              |
| 1999             | Gutai Magda                 | költő, orvos |                              |
| 1999             | Kiss Benedek                | költő, műfordító |                              |
| 1999             | Kolozsvári Papp László      | író, műfordító |                              |
| 1999             | Sarusi Mihály               | író, újságíró, falukutató |                              |
| 1999             | Szörényi László             | irodalomtörténész, kritikus, diplomata |                              |
| 1998             | Bálint Tibor                | író, műfordító |                              |
| 1998             | Csaplár Vilmos              | író |                              |
| 1998             | Darvasi László              | író, költő, újságíró |                              |
| 1998             | Horváth Péter               | író, rendező |                              |
| 1998             | Kántor Lajos                | irodalomtörténész, kritikus |                              |
| 1998             | Müller Péter                | író, dramaturg |                              |
| 1998             | Nagy Franciska              | író |                              |
| 1998             | Székács Vera                | műfordító, szerkesztő |                              |
| 1998             | Thomka Beáta                | irodalomtörténész, kritikus, egyetemi tanár |                              |
| 1998             | Závada Pál                  | író, szociográfus |                              |
| 1997             | Aczél Géza                  | költő, irodalomtörténész |                              |
| 1997             | Angyalosi Gergely           | irodalomtörténész, kritikus |                              |
| 1997             | Horváth Elemér              | költő, nyomdász |                              |
| 1997             | Kemény István               | költő, író, esszéista |                              |
| 1997             | Király László               | költő, író, műfordító |                              |
| 1997             | Márkus Béla                 | író, kritikus |                              |
| 1997             | Márton László               | író, műfordító |                              |
| 1997             | Tar Sándor                  | író |                              |
| 1997             | Tordon Ákos Miklós          | gyermek- és ifjúsági író, műfordító |                              |
| 1997             | Tótfalusi István            | író, költő, műfordító |                              |
| 1996             | Albert Gábor                | író, műfordító |                              |
| 1996             | Balla Zsófia                | költő, újságíró |                              |
| 1996             | Czigány György              | költő, újságíró |                              |
| 1996             | Deák László                 | író, költő |                              |
| 1996             | Földényi F. László          | irodalomtörténész, esztéta, műfordító |                              |
| 1996             | Kovács András Ferenc        | költő |                              |
| 1996             | Körtvélyessy Klára          | műfordító |                              |
| 1996             | Petőcz András               | költő, író, képzőművész |                              |
| 1996             | Szeghalmi Elemér            | irodalomtörténész, kritikus |                              |
| 1996             | Széles Klára                | irodalomtörténész, kritikus |                              |
| 1995             | Ferdinandy György           | író, költő, kritikus |                              |
| 1995             | Körmendi Lajos              | író, költő |                              |
| 1995             | Megay László                | író, újságíró |                              |
| 1995             | Módos Péter                 | író, szerkesztő |                              |
| 1995             | Radnóti Sándor              | irodalomtörténész, kritikus |                              |
| 1995             | Szakolczay Lajos            | kritikus, szerkesztő |                              |
| 1995             | Szervác József              | költő |                              |
| 1995             | Tóth Erzsébet               | költő |                              |
| 1995             | Tóth Sándor                 | író, költő, újságíró, műfordító |                              |
| 1995             | Vasy Géza                   | irodalomtörténész, kritikus |                              |
| 1994             | Borbás Mária                | író, műfordító, kiadói szerkesztő |                              |
| 1994             | Gál Sándor                  | író, költő, újságíró |                              |
| 1994             | Kántor Péter                | költő, műfordító |                              |
| 1994             | Kolozsvári Papp László      | író, műfordító |                              |
| 1994             | Köntös-Szabó Zoltán         | költő, író |                              |
| 1994             | Kőszegi Imre                | író, műfordító |                              |
| 1994             | Markó Béla                  | író, költő, politikus |                              |
| 1994             | Oláh János                  | költő, író |                              |
| 1994             | Péntek Imre                 | költő, újságíró |                              |
| 1994             | Tóth László                 | költő, művelődéstörténész, dramaturg |                              |
| 1993             | Bisztray Ádám               | író, költő |                              |
| 1993             | Farkas Árpád                | költő, író, műfordító, lapszerkesztő |                              |
| 1993             | Hárs Ernő                   | költő, műfordító |                              |
| 1993             | Kukorelly Endre             | író, költő |                              |
| 1993             | Lakatos Menyhért            | író |                              |
| 1993             | Lukácsy Sándor              | irodalomtörténész, kritikus |                              |
| 1993             | Mezey Katalin               | író, költő, műfordító |                              |
| 1993             | Szőcs Géza                  | költő, politikus |                              |
| 1993             | Tarbay Ede                  | író, költő, műfordító, dramaturg |                              |
| 1993             | Tőzsér Árpád                | költő, kritikus, műfordító |                              |
| 1992             | Békési Gyula                | költő |                              |
| 1992             | Csalog Zsolt                | író, szociográfus |                              |
| 1992             | Győri László                | költő, újságíró, könyvtáros |                              |
| 1992             | Hankiss Ágnes               | író |                              |
| 1992             | Kárpáti Kamil               | író, költő, esszéíró |                              |
| 1992             | Kiss Anna                   | író, költő |                              |
| 1992             | Parti Nagy Lajos            | író, költő |                              |
| 1992             | Pór Judit                   | műfordító, esszéista |                              |
| 1992             | Rónay László                | irodalomtörténész, kritikus |                              |
| 1992             | Vekerdi László              | irodalomtörténész, tudománytörténész |                              |
| 1991             | Ács Margit                  | író, költő, kritikus |                              |
| 1991             | Döbrentei Kornél            | író, költő |                              |
| 1991             | Lászlóffy Aladár            | költő, író, műfordító |                              |
| 1991             | Pomogáts Béla               | irodalomtörténész |                              |
| 1991             | Serfőző Simon               | költő, író |                              |
| 1991             | Tolnai Ottó                 | költő, író, műfordító |                              |
| 1991             | Várady Szabolcs             | költő, író, műfordító |                              |
| 1991             | Vasadi Péter                | író, költő |                              |
| 1990             | Beney Zsuzsa                | író, költő |                              |
| 1990             | Csiki László                | költő, író, műfordító |                              |
| 1990             | Grendel Lajos               | író |                              |
| 1990             | Marno János                 | író, költő, kritikus |                              |
| 1990             | Molnár Miklós               | író, műfordító |                              |
| 1990             | Nagy Gáspár                 | költő |                              |
| 1990             | Parancs János               | költő, műfordító |                              |
| 1990             | Petri György                | költő, műfordító |                              |
| 1990             | Simon Zoltán                | kritikus, irodalomtörténész |                              |
| 1990             | Szilágyi István             | író |                              |
| 1989             | Baka István                 | író, költő, műfordító |                              |
| 1989             | Balassa Péter               | irodalomtörténész, kritikus, esztéta, egyetemi tanár                                                                                            |                              |
| 1989             | Hallama Erzsébet            | író, újságíró |                              |
| 1989             | Kertész Imre                | író, műfordító |                              |
| 1989             | Kornis Mihály               | író, dramaturg |                              |
| 1989             | Oravecz Imre                | költő, műfordító | nem fogadta el               |
| 1989             | Varga Lajos Márton          | kritikus, irodalomtörténész |                              |
| 1989             | Vári Attila                 | író, költő |                              |
| 1988             | Gion Nándor                 | író |                              |
| 1988             | Grezsa Ferenc               | irodalomtörténész |                              |
| 1988             | Kis Pintér Imre             | kritikus, irodalomtörténész |                              |
| 1988             | Kiss Albertné               | pedagógus |                              |
| 1988             | Rakovszky Zsuzsa            | költő, műfordító |                              |
| 1988             | Réz Pál                     | irodalomtörténész, műfordító |                              |
| 1988             | Sík Csaba                   | író, kritikus, művészettörténész |                              |
| 1988             | Szász Imre                  | író |                              |
| 1988             | Takács Zsuzsa               | költő, műfordító |                              |
| 1988             | Temesi Ferenc               | író, műfordító |                              |
| 1988             | Vujicsics D. Sztoján        | író, irodalomtörténész, műfordító |                              |
| 1987             | Agárdi Péter                | irodalomtörténész, egyetemi tanár |                              |
| 1987             | Balázs József               | író, dramaturg |                              |
| 1987             | Csukás István               | író, költő |                              |
| 1987             | Gergely Ágnes               | író, költő, műfordító |                              |
| 1987             | Görömbei András             | irodalomtörténész, egyetemi tanár |                              |
| 1987             | Kalász Márton               | költő, műfordító |                              |
| 1987             | Kocsis István               | író, színműíró |                              |
| 1987             | Krasznahorkai László        | író |                              |
| 1987             | Szederkényi Ervin           | irodalomtörténész, szerkesztő, író | posztumusz                   |
| 1987             | Thiery Árpád                | író |                              |
| 1987             | Zalán Tibor                 | író, költő |                              |
| 1986             | Bécsy Tamás                 | színháztörténész, esztéta, egyetemi tanár |                              |
| 1986             | Bella István                | költő, műfordító |                              |
| 1986             | Bodor Ádám                  | író |                              |
| 1986             | Esterházy Péter             | író |                              |
| 1986             | Karig Sára                  | író, költő, műfordító, kiadói szerkesztő |                              |
| 1986             | Tarján Tamás                | irodalomtörténész, kritikus, író |                              |
| 1986             | Tóth Béla                   | író, könyvtáros |                              |
| 1986             | Vathy Zsuzsa                | író, újságíró |                              |
| 1985             | Asperján György             | író, költő |                              |
| 1985             | Fenyő István                | irodalomtörténész |                              |
| 1985             | Nádas Péter                 | író |                              |
| 1985             | Nagy Katalin                | író, pedagógus |                              |
| 1985             | Orbán Ottó                  | költő, író, műfordító |                              |
| 1985             | Sándor Iván                 | író, kritikus |                              |
| 1985             | Sőtér István                | író, irodalomtörténész, egyetemi tanár |                              |
| 1985             | Sumonyi Zoltán              | költő, író |                              |
| 1985             | Szilágyi Ákos               | költő, műfordító, esztéta |                              |
| 1985             | Tellér Gyula                | költő, műfordító, szociológus |                              |
| 1985             | Tóth Endre                  | író, költő |                              |
| 1985             | Ungvári Tamás               | író, kritikus, műfordító |                              |
| 1985             | Veress Miklós               | író, költő, műfordító |                              |
| 1985             | Zalka Miklós                | író, katonatiszt |                              |
| 1984             | Alföldy Jenő                | irodalomtörténész, kritikus |                              |
| 1984             | Bari Károly                 | költő, műfordító, grafikus |                              |
| 1984             | Bereményi Géza              | író, dramaturg |                              |
| 1984             | Kertész Ákos                | író |                              |
| 1984             | Kiss Ferenc                 | irodalomtörténész, kritikus |                              |
| 1984             | Kovács István               | költő, műfordító, történész |                              |
| 1984             | Marsall László              | költő, műfordító |                              |
| 1984             | Örsi Ferenc                 | író |                              |
| 1984             | Székely Magda               | költő, műfordító, kiadói szerkesztő |                              |
| 1984             | Tamás Menyhért              | író, költő, műfordító |                              |
| 1984             | Tóth Bálint                 | író, költő, műfordító |                              |
| 1984             | Vámos Miklós                | író, dramaturg |                              |
| 1983             | Berkes Erzsébet             | kritikus, dramaturg |                              |
| 1983             | Dániel Anna                 | író, műfordító, irodalomtörténész |                              |
| 1983             | Galsai Pongrác              | író, publicista, irodalomtörténész |                              |
| 1983             | Göncz Árpád                 | író, műfordító |                              |
| 1983             | Illés Lajos                 | kritikus, irodalomtörténész |                              |
| 1983             | Lakatos István              | író, költő, műfordító |                              |
| 1983             | Lengyel Péter               | író, műfordító |                              |
| 1983             | Pintér Lajos                | költő |                              |
| 1983             | Rába György                 | költő, műfordító, irodalomtörténész |                              |
| 1983             | Szeberényi Lehel            | író, műfordító |                              |
| 1983             | Szentmihályi Szabó Péter    | író, költő, műfordító |                              |
| 1982             | Bertók László               | író, költő |                              |
| 1982             | Czine Mihály                | irodalomtörténész, kritikus, egyetemi tanár |                              |
| 1982             | Gyurkovics Tibor            | író, költő |                              |
| 1982             | Iszlai Zoltán               | költő, kritikus |                              |
| 1982             | Kiss Tamás                  | író, költő, műfordító |                              |
| 1982             | Simonffy András             | író |                              |
| 1982             | Spiró György                | író, műfordító, dramaturg, irodalomtörténész |                              |
| 1982             | Sükösd Mihály               | író, kritikus, esszéíró |                              |
| 1981             | Bor Ambrus                  | író, újságíró, műfordító |                              |
| 1981             | Dénes Zsófia                | író |                              |
| 1981             | Fodor András                | író, költő, műfordító |                              |
| 1981             | Gyertyán Ervin              | filmesztéta, író, műfordító |                              |
| 1981             | Károlyi Amy                 | költő, műfordító |                              |
| 1981             | Lengyel Balázs              | író, kritikus |                              |
| 1981             | Marosi Gyula                | dramaturg, író |                              |
| 1981             | Ottlik Géza                 | író, műfordító |                              |
| 1981             | Simai Mihály                | író, költő |                              |
| 1981             | Szerdahelyi István          | irodalomtörténész, műfordító |                              |
| 1980             | Ágh István                  | író, költő, műfordító |                              |
| 1980             | Csanády János               | költő, dramaturg |                              |
| 1980             | Csurka István               | író |                              |
| 1980             | Domokos Mátyás              | irodalomtörténész, kritikus, író |                              |
| 1980             | Görgey Gábor                | író, költő, műfordító |                              |
| 1980             | Györe Imre                  | költő, színműíró |                              |
| 1980             | Lázár István                | újságíró, szociográfus |                              |
| 1980             | Szepesi Attila              | újságíró, költő |                              |
| 1979             | Garai Gábor                 | költő, műfordító, kritikus |                              |
| 1979             | Jékely Zoltán               | költő, műfordító |                              |
| 1979             | Kántor Zsuzsa               | író |                              |
| 1979             | Kiss Benedek                | költő, műfordító |                              |
| 1979             | Koczkás Sándor              | irodalomtörténész, kritikus |                              |
| 1979             | Nemeskürty István           | irodalomtörténész, filmtörténész, író, főiskolai tanár                                                                                          |                              |
| 1979             | Rózsa Endre                 | költő |                              |
| 1979             | Tatay Sándor                | író |                              |
| 1978             | Apáti Miklós                | író, kritikus, költő |                              |
| 1978             | Császár István              | író |                              |
| 1978             | Gazdag Erzsi                | ifjúsági író, költő |                              |
| 1978             | Illés Endre                 | író, kritikus, műfordító, könyvkiadó |                              |
| 1978             | Kardos G. György            | író, újságíró |                              |
| 1978             | Kenyeres Zoltán             | irodalomtörténész, egyetemi tanár |                              |
| 1978             | Ladányi Mihály              | költő |                              |
| 1978             | Moldova György              | író |                              |
| 1978             | Száraz György               | író |                              |
| 1978             | Tandori Dezső               | író, költő, műfordító |                              |
| 1978             | Utassy József               | költő |                              |
| 1977             | Almási Miklós               | kritikus, esztéta |                              |
| 1977             | Balázs József               | író, dramaturg |                              |
| 1977             | Csukás István               | író, költő |                              |
| 1977             | Gergely Ágnes               | író, költő, műfordító |                              |
| 1977             | Janikovszky Éva             | író |                              |
| 1977             | Németh G. Béla              | irodalomtörténész, egyetemi tanár |                              |
| 1977             | Páskándi Géza               | író, költő |                              |
| 1977             | Sárándi József              | költő, író |                              |
| 1977             | Szécsi Margit               | költő |                              |
| 1977             | Szentkuthy Miklós           | író, műfordító |                              |
| 1977             | Tamás Aladár                | író, költő, műfordító |                              |
| 1976             | Baranyi Ferenc              | író, költő, műfordító | II. fokozat                  |
| 1976             | Bodnár György               | irodalomtörténész, kritikus | II. fokozat                  |
| 1976             | Dobai Péter                 | író, költő, dramaturg | III. fokozat                 |
| 1976             | Fülöp László                | irodalomtörténész, kritikus | III. fokozat                 |
| 1976             | Galgóczi Erzsébet           | író, politikus | I. fokozat                   |
| 1976             | Gáll István                 | író | I. fokozat                   |
| 1976             | Hernádi Gyula               | író, közgazdász | I. fokozat                   |
| 1976             | Lakatos Menyhért            | író |                              |
| 1976             | Tamkó Sirató Károly         | költő, műfordító | I. fokozat                   |
| 1976             | Tüskés Tibor                | író, irodalomtörténész | II. fokozat                  |
| 1976             | Vadász Ferenc               | író, újságíró | II. fokozat                  |
| 1976             | Varga Katalin               | író, költő | III. fokozat                 |
| 1975             | Bálint Ágnes                | író | II. fokozat                  |
| 1975             | Bata Imre                   | irodalomtörténész | II. fokozat                  |
| 1975             | Bede Anna                   | költő, műfordító | II. fokozat                  |
| 1975             | Béládi Miklós               | irodalomtörténész, egyetemi tanár | II. fokozat                  |
| 1975             | Bertha Bulcsu               | író, publicista | I. fokozat                   |
| 1975             | Czakó Gábor                 | író, kritikus, képzőművész | III. fokozat                 |
| 1975             | Csák Gyula                  | író, szociográfus | II. fokozat                  |
| 1975             | Hegedüs Géza                | író, főiskolai tanár | I. fokozat                   |
| 1975             | Hubay Miklós                | író, műfordító | I. fokozat                   |
| 1975             | Kalász László               | költő, könyvtáros | II. fokozat                  |
| 1975             | Kiss Anna                   | író, költő | III. fokozat                 |
| 1975             | Kiss Dénes                  | író, költő | III. fokozat                 |
| 1975             | Kolozsvári Grandpierre Emil | író, kritikus, műfordító | I. fokozat                   |
| 1975             | Maróti Lajos                | író, költő | II. fokozat                  |
| 1975             | Rákos Sándor                | költő, műfordító | I. fokozat                   |
| 1975             | Takáts Gyula                | író, költő, műfordító | I. fokozat                   |
| 1975             | Tornai József               | író, költő, műfordító | II. fokozat                  |
| 1974             | Elbert János                | irodalomtörténész, kritikus, műfordító | II. fokozat                  |
| 1974             | Jovánovics Miklós           | kritikus, szerkesztő | II. fokozat                  |
| 1974             | Karinthy Ferenc             | író | I. fokozat                   |
| 1974             | Képes Géza                  | költő, műfordító | I. fokozat                   |
| 1974             | Lázár Ervin                 | író | III. fokozat                 |
| 1974             | Ördögh Szilveszter          | író, műfordító | III. fokozat                 |
| 1974             | Rákosy Gergely              | író, műfordító | II. fokozat                  |
| 1974             | Simonffy András             | író | III. fokozat                 |
| 1974             | Simonyi Imre                | költő | II. fokozat                  |
| 1974             | Szobotka Tibor              | irodalomtörténész, műfordító | I. fokozat                   |
| 1974             | Tóth Eszter                 | költő, író, műfordító | II. fokozat                  |
| 1974             | Török Sándor                | író | I. fokozat                   |
| 1974             | Zelk Zoltán                 | költő | I. fokozat                   |
| 1973             | Abody Béla                  | író, kritikus, műfordító | II. fokozat                  |
| 1973             | Buda Ferenc                 | költő, műfordító | II. fokozat                  |
| 1973             | Csanádi Imre                | író, költő | I. fokozat                   |
| 1973             | Fekete Gyula                | író, publicista | I. fokozat                   |
| 1973             | Fekete Sándor               | irodalomtörténész, író, újságíró | II. fokozat                  |
| 1973             | Fodor András                | író, költő, műfordító | I. fokozat                   |
| 1973             | Jánosy István               | író, költő, műfordító | II. fokozat                  |
| 1973             | Kovács Sándor Iván          | irodalomtörténész, kritikus | III. fokozat                 |
| 1973             | Mesterházi Lajos            | író | I. fokozat                   |
| 1973             | Miklós Pál                  | művészettörténész, műfordító, sinológus | II. fokozat                  |
| 1973             | Moldova György              | író | I. fokozat                   |
| 1973             | Orbán Ottó                  | költő, író, műfordító | III. fokozat                 |
| 1973             | Rab Zsuzsa                  | költő, műfordító, újságíró | I. fokozat                   |
| 1973             | Sziráky Judith              | író | I. fokozat                   |
| 1973             | Varga Domokos               | író, újságíró | II. fokozat                  |
| 1973             | Veress Miklós               | író, költő, műfordító | III. fokozat                 |
| 1972             | Csorba Győző                | költő, műfordító | I. fokozat                   |
| 1972             | Ilia Mihály                 | irodalomtörténész, egyetemi tanár | III. fokozat                 |
| 1972             | Kálnoky László              | költő, műfordító | I. fokozat                   |
| 1972             | Kertész Ákos                | író | II. fokozat                  |
| 1972             | Kormos István               | költő, műfordító | II. fokozat                  |
| 1972             | Lányi Sarolta               | költő, műfordító | I. fokozat                   |
| 1972             | Lator László                | költő, műfordító, esszéíró | II. fokozat                  |
| 1972             | Molnár Zoltán               | író, újságíró | II. fokozat                  |
| 1972             | Szabó B. István             | kritikus, irodalomtörténész | III. fokozat                 |
| 1972             | Szabó Magda                 | író, költő | I. fokozat                   |
| 1972             | Tóth Judit                  | író, költő, műfordító | III. fokozat                 |
| 1971             | Bertha Bulcsu               | író, publicista | II. fokozat                  |
| 1971             | Gerő János                  | író, újságíró | II. fokozat                  |
| 1971             | Goda Gábor                  | író | I. fokozat                   |
| 1971             | Hárs László                 | író, költő, újságíró | II. fokozat                  |
| 1971             | Kalász Márton               | költő, műfordító | III. fokozat                 |
| 1971             | Pilinszky János             | költő | I. fokozat                   |
| 1971             | Sipos Gyula                 | költő | I. fokozat                   |
| 1971             | Thiery Árpád                | író | III. fokozat                 |
| 1971             | Urbán Ernő                  | író, újságíró | I. fokozat                   |
| 1970             | Bella István                | költő, műfordító | III. fokozat                 |
| 1970             | Boldizsár Iván              | újságíró, író | I. fokozat                   |
| 1970             | Csoóri Sándor               | író, költő | I. fokozat                   |
| 1970             | Földeák János               | író, költő | I. fokozat                   |
| 1970             | Győry Dezső                 | író, költő, újságíró | I. fokozat                   |
| 1970             | Hajnal Gábor                | költő, műfordító | II. fokozat                  |
| 1970             | Hámos György                | író, forgatókönyvíró, lapszerkesztő | I. fokozat                   |
| 1970             | Jékely Zoltán               | költő, műfordító | I. fokozat                   |
| 1970             | Jókai Anna                  | író | III. fokozat                 |
| 1970             | Szakonyi Károly             | író | II. fokozat                  |
| 1970             | Tóth Béla                   | író, könyvtáros | III. fokozat                 |
| 1969             | Ágh István                  | író, költő, műfordító | III. fokozat                 |
| 1969             | Bárány Tamás                | író, költő, kritikus | II. fokozat                  |
| 1969             | Csurka István               | író | II. fokozat                  |
| 1969             | Faragó Vilmos               | újságíró, kritikus | II. fokozat                  |
| 1969             | Galgóczi Erzsébet           | író | II. fokozat                  |
| 1969             | Mándy Iván                  | író | I. fokozat                   |
| 1969             | Nemes Nagy Ágnes            | költő, esszéíró, műfordító | I. fokozat                   |
| 1969             | Ratkó József                | költő, drámaíró | III. fokozat                 |
| 1969             | Tamás Aladár                | író, költő, műfordító | I. fokozat                   |
| 1968             | Benjámin László             | író, költő, politikus | I. fokozat                   |
| 1968             | Gyurkó László               | író, publicista | I. fokozat                   |
| 1968             | Kahána Mózes                | költő, író | I. fokozat                   |
| 1968             | Keresztury Dezső            | irodalomtörténész, kritikus, író, költő | I. fokozat                   |
| 1968             | Mocsár Gábor                | író | II. fokozat                  |
| 1968             | Molnár Géza                 | író, újságíró | I. fokozat                   |
| 1968             | Raffai Sarolta              | író, költő | III. fokozat                 |
| 1968             | Szécsi Margit               | költő | II. fokozat                  |
| 1967             | Almási Miklós               | kritikus, esztéta | II. fokozat                  |
| 1967             | Falus Róbert                | irodalomtörténész, kritikus, klasszika-filológus, egyetemi tanár                                                                                | II. fokozat                  |
| 1967             | Gáll István                 | író | II. fokozat                  |
| 1967             | Gereblyés László            | költő, műfordító | I. fokozat                   |
| 1967             | Örkény István               | író | I. fokozat                   |
| 1967             | Palotai Boris               | író | I. fokozat                   |
| 1967             | Rónay György                | költő, műfordító, lapszerkesztő | I. fokozat                   |
| 1967             | Simon István                | költő | I. fokozat                   |
| 1967             | Sipkay Barna                | író | III. fokozat                 |
| 1967             | Thurzó Gábor                | író | I. fokozat                   |
| 1966             | Bertha Bulcsu               | író, publicista | III. fokozat                 |
| 1966             | Bihari Sándor               | költő | III. fokozat                 |
| 1966             | Féja Géza                   | író | I. fokozat                   |
| 1966             | Hajnal Anna                 | író, költő, műfordító | I. fokozat                   |
| 1966             | Nemes György                | író, újságíró | II. fokozat                  |
| 1966             | Somlyó György               | költő, író, műfordító | I. fokozat                   |
| 1966             | Vihar Béla                  | költő, újságíró | II. fokozat                  |
| 1965             | Berda József                | költő | I. fokozat                   |
| 1965             | Csanády János               | költő, dramaturg | III. fokozat                 |
| 1965             | Cseres Tibor                | író, újságíró | I. fokozat                   |
| 1965             | Csuka Zoltán                | költő, műfordító | I. fokozat                   |
| 1965             | Hubay Miklós                | író, műfordító | I. fokozat                   |
| 1965             | Illés László                | irodalomtörténész | III. fokozat                 |
| 1965             | Kamondy László              | író | II. fokozat                  |
| 1965             | Vészi Endre                 | író, költő | I. fokozat                   |
| 1964             | Csanádi Imre                | író, költő | I. fokozat                   |
| 1964             | Kolozsvári Grandpierre Emil | író, kritikus, műfordító | I. fokozat                   |
| 1964             | Makai Imre                  | műfordító | I. fokozat                   |
| 1964             | Mezei András                | költő, író | III. fokozat                 |
| 1964             | Róna Tibor                  | újságíró, kabarészerző | III. fokozat                 |
| 1964             | Sánta Ferenc                | író | II. fokozat                  |
| 1964             | Somogyi Tóth Sándor         | író | III. fokozat                 |
| 1964             | Szabó István                | író | II. fokozat                  |
| 1964             | Szabolcsi Miklós            | irodalomtörténész, kritikus, egyetemi tanár | I. fokozat                   |
| 1964             | Szüdi György                | költő | I. fokozat                   |
| 1964             | Tóth Dezső                  | irodalomtörténész, kritikus, politikus | II. fokozat                  |
| 1963             | Fejes Endre                 | író | I. fokozat                   |
| 1963             | Fekete Gyula                | író, publicista | II. fokozat                  |
| 1963             | Garai Gábor                 | költő, műfordító, kritikus, politikus | I. fokozat                   |
| 1963             | Jobbágy Károly              | költő, műfordító | II. fokozat                  |
| 1963             | Kálnoky László              | költő, műfordító | I. fokozat                   |
| 1963             | Ladányi Mihály              | költő | III. fokozat                 |
| 1963             | Pákolitz István             | író, költő | III. fokozat                 |
| 1963             | Rab Zsuzsa                  | költő, műfordító, újságíró | III. fokozat                 |
| 1963             | Rákos Sándor                | költő, műfordító | I. fokozat                   |
| 1963             | Rényi Péter                 | újságíró, kritikus | I. fokozat                   |
| 1962             | Barsi Dénes                 | író | II. fokozat                  |
| 1962             | Földes Péter                | író, esszéista | III. fokozat                 |
| 1962             | Fülöp János                 | író | III. fokozat                 |
| 1962             | Galabárdi Zoltán            | író | III. fokozat                 |
| 1962             | Galambos Lajos              | író, dramaturg | III. fokozat                 |
| 1962             | Galgóczi Erzsébet           | író, politikus | III. fokozat                 |
| 1962             | Illés Endre                 | író, kritikus, műfordító, könyvkiadó | I. fokozat                   |
| 1962             | Pándi Pál                   | irodalomtörténész, kritikus, egyetemi tanár | I. fokozat                   |
| 1962             | Tabi László                 | író, humorista | I. fokozat                   |
| 1962             | Tímár Máté                  | író | III. fokozat                 |
| 1962             | Váci Mihály                 | költő, politikus | I. fokozat                   |
| 1961             | Dékány András               | író | II. fokozat                  |
| 1961             | Kis Ferenc                  | költő | I. fokozat                   |
| 1961             | Kiss Lajos                  | kritikus, irodalomtörténész, esztéta | III. fokozat                 |
| 1961             | Oravecz Paula               | író | II. fokozat                  |
| 1961             | Takács Imre                 | költő, műfordító | II. fokozat                  |
| 1961             | Tatay Sándor                | író | I. fokozat                   |
| 1961             | Vas István                  | író, költő, műfordító | I. fokozat                   |
| 1960             | Bóka László                 | irodalomtörténész, író, költő, egyetemi tanár                                                                                                   | I. fokozat                   |
| 1960             | Fekete István               | gazdatiszt, író | II. fokozat                  |
| 1960             | Goda Gábor                  | író | I. fokozat                   |
| 1960             | Héra Zoltán                 | író, kritikus | III. fokozat                 |
| 1960             | Mátyás Ferenc               | költő, író | II. fokozat                  |
| 1960             | Simon Lajos                 | költő, újságíró | III. fokozat                 |
| 1960             | Takáts Gyula                | író, költő, műfordító | II. fokozat                  |
| 1960             | Tolnai Gábor                | irodalomtörténész | I. fokozat                   |
| 1959             | Berkesi András              | író | II. fokozat                  |
| 1959             | Diószegi András             | irodalomtörténész, kritikus | III. fokozat                 |
| 1959             | Erdős László                | költő, író, újságíró | II. fokozat                  |
| 1959             | Garai Gábor                 | költő, műfordító, kritikus, politikus | II. fokozat                  |
| 1959             | Gerencsér Miklós            | író, újságíró | III. fokozat                 |
| 1959             | Gergely Márta               | író | III. fokozat                 |
| 1959             | Kállai István               | író, dramaturg | II. fokozat                  |
| 1959             | Mesterházi Lajos            | író | I. fokozat                   |
| 1959             | Nádass József               | író | I. fokozat                   |
| 1959             | Szabó Magda                 | író, költő | II. fokozat                  |
| 1959             | Szabolcsi Miklós            | irodalomtörténész, kritikus, egyetemi tanár | II. fokozat                  |
| 1959             | Szántó György               | író | I. fokozat                   |
| 1959             | Szántó Judit                | író | III. fokozat                 |
| 1958             | Bihari Klára                | író, költő | II. fokozat                  |
| 1958             | Csepeli Szabó Béla          | író, költő, újságíró | II. fokozat                  |
| 1958             | Fejér István                | író, újságíró | II. fokozat                  |
| 1958             | Földeák János               | író, költő | I. fokozat                   |
| 1958             | Győry Dezső                 | író, költő, újságíró | I. fokozat                   |
| 1958             | Keszthelyi Zoltán           | költő, műfordító | I. fokozat                   |
| 1958             | Rákos Sándor                | költő, műfordító | II. fokozat                  |
| 1958             | Thurzó Gábor                | író | II. fokozat                  |
| 1957             | Csorba Győző                | költő, műfordító | II. fokozat                  |
| 1957             | Goda Gábor                  | író | I. fokozat                   |
| 1957             | Lengyel József              | író, költő | I. fokozat                   |
| 1957             | Szabó István                | író | III. fokozat                 |
| 1957             | Szécsi Margit               | költő | III. fokozat                 |
| 1957             | Szőllősy Klára              | író, műfordító | III. fokozat                 |
| 1957             | Szőnyi Sándor               | író | II. fokozat                  |
| 1957             | Tatay Sándor                | író | I. fokozat                   |
| 1957             | Thury Zsuzsa                | író, műfordító | II. fokozat                  |
| 1956             | Balázs Anna                 | író | I. fokozat                   |
| 1956             | Dér Endre                   | író, könyvtáros, teológus | III. fokozat                 |
| 1956             | Diószegi András             | irodalomtörténész, kritikus | III. fokozat                 |
| 1956             | Erdős László                | költő, író, újságíró | II. fokozat                  |
| 1956             | Fodor András                | író, költő, műfordító | II. fokozat                  |
| 1956             | Gereblyés László            | költő, műfordító | II. fokozat                  |
| 1956             | Győry Dezső                 | író, költő, újságíró | III. fokozat                 |
| 1956             | Képes Géza                  | költő, műfordító | I. fokozat                   |
| 1956             | Major Ottó                  | író | II. fokozat                  |
| 1956             | Reményi Béla                | költő, elbeszélő | III. fokozat                 |
| 1956             | Sánta Ferenc                | író | III. fokozat                 |
| 1956             | Váci Mihály                 | költő, politikus | III. fokozat                 |
| 1956             | Várnai Zseni                | költő, író | I. fokozat                   |
| 1956             | Vas István                  | író, költő, műfordító | I. fokozat                   |
| 1955             | Cseres Tibor                | író, újságíró | II. fokozat                  |
| 1955             | Hubay Miklós                | író, műfordító | II. fokozat                  |
| 1955             | Jankovich Ferenc            | író, költő | I. fokozat                   |
| 1955             | Kárpáthy Gyula              | író, dramaturg | III. fokozat                 |
| 1955             | Kormos István               | költő, műfordító | III. fokozat                 |
| 1955             | Makai Imre                  | műfordító | III. fokozat                 |
| 1955             | Nagy László                 | költő, műfordító | II. fokozat                  |
| 1955             | Örkény István               | író | I. fokozat                   |
| 1955             | Sásdi Sándor                | író | I. fokozat                   |
| 1955             | Tardos Tibor                | író, műfordító | I. fokozat                   |
| 1955             | Vészi Endre                 | író, költő | II. fokozat                  |
| 1955             | Vidor Miklós                | író, költő, műfordító | III. fokozat                 |
| 1954             | Áprily Lajos                | költő, műfordító | I. fokozat                   |
| 1954             | Bárány Tamás                | író, költő, kritikus | II. fokozat                  |
| 1954             | Czine Mihály                | irodalomtörténész, kritikus, egyetemi tanár | III. fokozat                 |
| 1954             | Csanádi Imre                | író, költő | II. fokozat                  |
| 1954             | Csoóri Sándor               | író, költő, politikus | III. fokozat                 |
| 1954             | Dobozy Imre                 | író, újságíró | III. fokozat                 |
| 1954             | Földes Mihály               | író, újságíró | II. fokozat                  |
| 1954             | Füsi József                 | író, műfordító, pedagógus | II. fokozat                  |
| 1954             | Gyárfás Miklós              | író, költő, dramaturg | II. fokozat                  |
| 1954             | Hegedüs Géza                | író, főiskolai tanár | II. fokozat                  |
| 1954             | Jobbágy Károly              | költő, műfordító | III. fokozat                 |
| 1954             | Karinthy Ferenc             | író | I. fokozat                   |
| 1954             | Keszthelyi Zoltán           | költő, műfordító | II. fokozat                  |
| 1954             | Molnár Zoltán               | író, újságíró | III. fokozat                 |
| 1954             | Nagy Péter                  | irodalomtörténész, kritikus, műfordító | I. fokozat                   |
| 1954             | Pándi Pál                   | irodalomtörténész, kritikus, egyetemi tanár | II. fokozat                  |
| 1954             | Sarkadi Imre                | író | I. fokozat                   |
| 1954             | Simon István                | költő | I. fokozat                   |
| 1954             | Sipos Gyula                 | költő | III. fokozat                 |
| 1954             | Somlyó György               | költő, író, műfordító | II. fokozat                  |
| 1954             | Szabó Lőrinc                | költő, műfordító | I. fokozat                   |
| 1954             | Szász Imre                  | író | III. fokozat, nem fogadta el |
| 1954             | Tabi László                 | író, humorista | III. fokozat                 |
| 1954             | Thury Zsuzsa                | író, műfordító | II. fokozat                  |
| 1953             | Barabás Tibor               | író | I. fokozat, megosztott       |
| 1953             | Békeffi István              | író | I. fokozat, megosztott       |
| 1953             | Dallos Sándor               | író | II. fokozat                  |
| 1953             | D. Szabó László             | író | III. fokozat                 |
| 1953             | Fekete Gyula                | író, publicista | II. fokozat                  |
| 1953             | Földes Péter                | író, esszéista | I. fokozat                   |
| 1953             | Gádor Béla                  | író, újságíró | I. fokozat, megosztott       |
| 1953             | Gáspár Endre                | író, újságíró, műfordító, esszéista | I. fokozat                   |
| 1953             | Gergely Mihály              | író, újságíró | III. fokozat                 |
| 1953             | Mesterházi Lajos            | író | II. fokozat                  |
| 1953             | Mészöly Dezső               | író, költő, műfordító | III. fokozat                 |
| 1953             | Nagy László                 | költő, műfordító | II. fokozat                  |
| 1953             | Nagy Péter                  | irodalomtörténész, kritikus, műfordító | III. fokozat                 |
| 1953             | Oláh László                 | író, ezredes, politikus | III. fokozat                 |
| 1953             | Szeberényi Lehel            | író, műfordító | I. fokozat                   |
| 1953             | Tardos Tibor                | író, műfordító | II. fokozat                  |
| 1953             | Thury Zsuzsa                | író, műfordító | I. fokozat                   |
| 1953             | Thurzó Gábor                | író | I. fokozat, megosztott       |
| 1952             | Asztalos Sándor             | költő, zenekritikus | II. fokozat                  |
| 1952             | Darázs Endre                | író, költő, műfordító | III. fokozat                 |
| 1952             | Devecseri Gábor             | költő, műfordító | I. fokozat                   |
| 1952             | Dobozy Imre                 | író, újságíró | II. fokozat                  |
| 1952             | Enczi Endre                 | író | II. fokozat                  |
| 1952             | Eörsi István                | író, költő, műfordító | III. fokozat                 |
| 1952             | Fábián Zoltán               | író | III. fokozat                 |
| 1952             | Gergely Márta               | író | III. fokozat                 |
| 1952             | Képes Géza                  | költő, műfordító | II. fokozat                  |
| 1952             | Major Ottó                  | író | III. fokozat                 |
| 1952             | Méray Tibor                 | író, újságíró | I. fokozat                   |
| 1952             | Mesterházi Lajos            | író | II. fokozat                  |
| 1952             | Németh László               | író | I. fokozat                   |
| 1952             | Raics István                | költő, műfordító, zenekritikus, zongoraművész                                                                                                   | II. fokozat                  |
| 1952             | Rényei Mária                | író | III. fokozat                 |
| 1952             | Rideg Sándor                | író | I. fokozat                   |
| 1952             | Sarkadi Imre                | író | II. fokozat                  |
| 1952             | Simon István                | költő | III. fokozat                 |
| 1952             | Tamási Lajos                | költő | I. fokozat                   |
| 1952             | Tuli József                 | író | III. fokozat                 |
| 1951             | Békeffi István              | író | II. fokozat                  |
| 1951             | Cseres Tibor                | író, újságíró | III. fokozat                 |
| 1951             | Gáli József                 | író, dramaturg, műfordító | III. fokozat                 |
| 1951             | Hegedüs Géza                | író, főiskolai tanár | II. fokozat                  |
| 1951             | Kamjén István               | író | II. fokozat                  |
| 1951             | Keszthelyi Zoltán           | költő, műfordító | III. fokozat                 |
| 1951             | Máriássy Judit              | forgatókönyvíró, újságíró | III. fokozat                 |
| 1951             | Méray Tibor                 | író, újságíró | II. fokozat                  |
| 1951             | Mészáros István             | filozófus, esztéta | III. fokozat                 |
| 1951             | Rideg Sándor                | író | I. fokozat                   |
| 1951             | Sándor András               | író, újságíró, műfordító | I. fokozat                   |
| 1951             | Sándor Kálmán               | író, újságíró | I. fokozat                   |
| 1951             | Sarkadi Imre                | író | III. fokozat                 |
| 1951             | Somlyó György               | költő, író, műfordító | III. fokozat                 |
| 1951             | Szeberényi Lehel            | író, műfordító | III. fokozat                 |
| 1951             | Szüdi György                | költő | II. fokozat                  |
| 1951             | Tamási Lajos                | költő | II. fokozat                  |
| 1951             | Vas István                  | író, költő, műfordító | II. fokozat                  |
| 1951             | Zelk Zoltán                 | költő | I. fokozat                   |
| 1950             | Czibor János                | kritikus | 2000 Ft                      |
| 1950             | Darázs Endre                | író, költő, műfordító | 2000 Ft                      |
| 1950             | Devecseri Gábor             | költő, műfordító | 6000 Ft                      |
| 1950             | Fehér Klára                 | író, újságíró | 4000 Ft                      |
| 1950             | Földes Mihály               | író, újságíró | 4000 Ft                      |
| 1950             | Illyés Gyula                | író, költő | 6000 Ft                      |
| 1950             | Juhász Ferenc               | költő, lapszerkesztő | 4000 Ft                      |
| 1950             | Kardos László               | irodalomtörténész, kritikus, író, műfordító, egyetemi tanár                                                                                     | 4000 Ft                      |
| 1950             | Karinthy Ferenc             | író | 6000 Ft                      |
| 1950             | Képes Géza                  | költő, műfordító | 4000 Ft                      |
| 1950             | Kis Ferenc                  | irodalomtörténész, kritikus | 2000 Ft                      |
| 1950             | Kuczka Péter                | költő, műfordító, szerkesztő | 4000 Ft                      |
| 1950             | Lányi Sarolta               | költő, műfordító | 4000 Ft                      |
| 1950             | Mándi Éva                   | író | 6000 Ft                      |
| 1950             | Nagy László                 | költő, műfordító | 2000 Ft                      |
| 1950             | Palotai Boris               | író | 4000 Ft                      |
| 1950             | Rideg Sándor                | író | 6000 Ft                      |
| 1950             | Sándor Kálmán               | író, újságíró | 2000 Ft                      |
| 1950             | Somlyó György               | költő, író, műfordító | 2000 Ft                      |
| 1950             | Szabó Pál                   | író | 6000 Ft                      |
| 1950             | Szinetár György             | író, költő, filmrendező | 2000 Ft                      |
| 1950             | Vészi Endre                 | író, költő | 2000 Ft                      |

### Adattárak
- Díjasok és kitüntetettek adattára 1948–1980. Szerk.: Magyar Józsefné. Kaposvár, 1984, Palmiro Togliatti Megyei Könyvtár.
- Díjasok és kitüntetettek adattára 1981–1990. Szerk.: Csapó Tamásné. Kaposvár, 1993, Megyei és Városi Könyvtár.
- A Petőfi Irodalmi Múzeum adattára

### Az egyes évek kitüntetettjei
- A 2009-es kitüntetettek a Litera.hu-n I.
- A 2009-es kitüntetettek a Litera.hu-n II.
- Az Oktatási és Kulturális Minisztérium közleménye a 2010-es kitüntetettekről Archiválva 2010. március 16-i dátummal a Wayback Machine-ben
- 2015-ös kitüntetettek
- 2016-os kitüntetettek (kormany.hu) Archiválva 2016. március 11-i dátummal a Wayback Machine-ben